# Église Saint-Gervais-Saint-Protais de Langogne
Pour les articles homonymes, voir Église Saint-Gervais-Saint-Protais et Église Saint-Gervais.
L'église Saint-Gervais-et-Saint-Protais de Langogne est située sur la commune française de Langogne, dans le nord-est du département de la Lozère. Elle date du XIIe siècle et fait partie des 934 monuments classés monument historique, sur la première liste de 1840.

## Historique

### Genèse
La fin du premier millénaire voit fleurir en Gévaudan la création de monastères. Le vicomte Étienne et sa femme décident d'en établir un à Langogne. Langogne est alors la ville principale de la « viguerie de Milias ». Il est dit que le pape Sylvestre II a offert à Langogne des reliques des deux saints Gervais et Protais, sous le vocable desquels est placée l'église.

### Construction de l'église
L'église actuelle a été bâtie par des moines venus de Saint-Chaffre. Elle est construite suivant le style roman bourguignon.

### Époque contemporaine
Au XIXe siècle, en raison de l'accroissement de la population, l'église fut agrandie. Le clocher possède trois cloches fondues en 1850 et une quatrième fondue en 1900.